# Berlin 36
Berlin 36 è un film tedesco del 2009, diretto da Kaspar Heidelbach, che tratta le vicende dell'atleta ebrea Gretel Bergmann relative ai Giochi olimpici del 1936, durante i quali venne sostituita da parte dei nazisti da un'atleta che in seguito si scoprirà essere un uomo. Il film è basato su una storia vera ed è uscito nelle sale tedesche il 10 settembre 2009.

## Trama
L'atleta tedesca Gretel Bergmann vince in Inghilterra il campionato del salto in alto. Dopo che le leggi razziali naziste le impediscono di proseguire i propri allenamenti in Germania, in quanto ebrea, il padre la manda in Inghilterra, dove può vivere con più sicurezza e continuare la propria carriera sportiva.
In occasione dei Giochi olimpici di Berlino del 1936, gli americani e il CIO pretendono che gli atleti ebrei non siano esclusi dalla competizione, mettendo così i tedeschi in grande difficoltà: la probabile vittoria dell'ebrea in rappresentanza della Germania avrebbe comportato una grave umiliazione per tutta la nazione. Minacciata dalle autorità tedesche, Bergmann torna in Germania. Gretel sembra essere stata inclusa nella squadra olimpionica tedesca, al pari delle altre atlete di salto in alto. Gretel ricomincia così i suoi allenamenti in Germania, dopo aver vissuto una separazione dolorosa dalla famiglia.
Hans Waldmann, l'allenatore della squadra, è entusiasta delle capacità e della disciplina di Gretel, e si rivela una persona equanime e sportiva. Tuttavia, proprio a causa del suo attaccamento alla correttezza sportiva e morale, Waldmann viene prontamente licenziato per ordine dei funzionari del partito nazista. Lo sostituisce l'allenatore Sigfrid Kulmbach, fedele al partito. Quest'ultimo tenta, al contrario, di scoraggiare con ogni mezzo la giovane donna e di colpire la sua autostima.
Nonostante sia l'atleta più promettente nel salto in alto, Gretel viene improvvisamente esclusa con falsi pretesti dalla competizione, a pochi giorni dall'inizio dei Giochi. Viene sostituita da Marie Ketteler, compagna di stanza di Gretel. Tra Marie e Gretel si crea, nonostante le numerose minacce provenienti dall'esterno, una salda amicizia. Marie, tuttavia, è solita comportarsi in modo strano: non fa mai la doccia insieme alle compagne, si depila le gambe più volte al giorno e ha un timbro di voce basso e profondo. In effetti, all'insaputa di tutti, è un uomo, come Gretel scopre accidentalmente un giorno.
Quando Marie viene a sapere che Gretel è stata esclusa dalla gara con falsi pretesti, decide deliberatamente di sbagliare il salto finale e decisivo. L'asticella cade, e con essa anche la speranza di vittoria da parte degli esterrefatti funzionari di partito. Marie raggiunge solamente il quarto posto. Marie e Gretel, che ha seguito la gara come spettatrice, si scambiano in segreto un sorriso felice: per loro quell'umiliante sconfitta dei tedeschi diviene una forma di comune opposizione alle ambizioni naziste.

## Accoglienza
Presentato in anteprima il 22 agosto 2009 a Berlino, Berlin 36 ha ricevuto generalmente una critica positiva. Il film è stato definito «emozionante» dalla rivista tedesca Der Spiegel e «commovente» dal settimanale tedesco Die Zeit.
Nel gennaio del 2010 il film è stato presentato al Palm Springs International Film Festival. Sempre nel gennaio del 2010 il film è stato presentato all'Atlanta Jewish Film Festival e al New York Jewish Film Festival, festival ai quali partecipano opere cinematografiche aventi come tematica principale la storia degli ebrei.
Durante la presentazione del film all'Atlanta Jewish Film Festival, l'agente consolare Lutz Görgens ha paragonato il tema del film al libro Triumph di Jeremy Sharps, che narra le vicende dell'atleta statunitense Jesse Owens, il quale vinse la medaglia d'oro alle Olimpiadi del 1936 nonostante la forte discriminazione subita. Görgens ha affermato che «il libro e il film ci educano riguardo alla cattiva politica dello sport. Essi ci ricordano la preziosità della libertà politica, la futilità dell'eccellenza atletica, e il vero valore dell'amicizia».
Nella realtà Gretel Bergmann seppe solo nel 1966 che l'amica era un uomo, leggendo la notizia sul Times. Bergmann ha dichiarato alla rivista Der Spiegel, all'età di 95 anni: « Non ho mai sospettato nulla. Noi tutte ci chiedevamo perché lei non si mostrasse mai nuda durante la doccia. Essere così timidi a diciassette anni sembrava assurdo, ma abbiamo pensato: beh, è bizzarra, è strana ».